# 高世仁
高世 仁（たかせ ひとし、1953年 - ）は、日本のジャーナリスト。日本電波ニュース社報道部長を経て、報道制作会社ジン・ネット前代表。

## 経歴
1953年（昭和28年）、山形県南陽市生まれ。早稲田大学大学院法学研究科博士課程を中退し、1982年（昭和57年）に日本電波ニュース社入社。バンコク、マニラで特派員を経験。主にアジア各地の反政府ゲリラ支配地も取材の経験があるので、麻薬売買、武器密輸、密航などアジアの裏社会事情にも精通している。フィリピン囚人の臓器売買疑惑をスクープしたために、ガンマンから狙われるなど、危険な取材も多々経験している。1994年（平成6年）に同社報道部長。退職前に北朝鮮による日本人拉致問題についてスタッフと共に取材したレポートを「娘をかえせ息子をかえせ　北朝鮮拉致事件の真相」（1999年、旬報社）として発行。1998年（平成10年）12月、株式会社ジン・ネットを設立し社長となり、日本電波ニュース社を退社。現地取材や調査報道、ノンフィクション番組の制作を行う。テレビ朝日『サンデープロジェクト』など報道番組への出演も続けた。2020年（令和2年）2月末、業績悪化によりジン・ネットの事業を停止。同年6月10日、ジン・ネットは東京地方裁判所から破産開始決定を受けた。

## 拉致の検証
高世はもとより日本電波ニュース社時代のスタッフは、たびたび拉致事案について現地に赴き、貴重な証言や拉致の証言の裏付けを行っている。
1997年（平成9年）2月、当選2回の新進党議員西村眞悟が衆議院予算委員会で横田めぐみをはじめとする拉致問題を中心に質問した。兵本達吉の努力によって日本共産党議員が参議院予算委員会で質問して以来、9年半ぶりの国会質問であった。西村の質問は大きな反響を呼び、産経新聞とAERAは横田めぐみの実名と写真入りで報じた。高世はソウルに飛び、北朝鮮元工作員で脱北した安明進に横田めぐみに関する報道記事を見せたところ、「この女性を見たことがある」と証言、これは大スクープとなり、北朝鮮による拉致が立証され、拉致問題の全容解明に途をひらいた。
横田めぐみに関しては、高世はさらに当時の関係者の証言や元工作員の証言の裏付けを行っている。これについて高世は「（安明進をはじめ）元工作員らが、日本側の高額な報酬を求めるあまり、過剰なリップサービスに走る可能性もあり、信憑性を確立させる必要があった」からだとしている。当初横田めぐみの拉致については「姿を見られたために拉致された」という遭遇拉致（高世による表現）説が主だった。しかし家族が「めぐみは躾けられた子で、ひとりであんな暗い時間に海へ行くなんて考えられない」と話していたこと、また当時の新潟県警の関係者も海岸警備の厳しい新潟県だからこそ、そこで拉致されてすぐに運ばれたのではなく、侵入ポイントなど別の場所から運ばれた可能性を示唆するなど、疑問点も多かった。高世はここに着目し、新潟市の拉致現場に赴いた。拉致現場が海岸ではないこと（住宅は海岸に近かった）、当日日中から現場近くの広い範囲に渡って、不審な車や人物が目撃されていたという証言を得た。これをもとに偶発的な拉致ではなく、ターゲットを絞っていた中で下校途中の横田めぐみが狙われた可能性が高く、遭遇拉致ではないと確信したという。高世は著書の中で「予め袋を用意していれば、拉致した地点で被害者を袋に入れるという面倒な行動をしなければならず、遭遇拉致の前提も崩れてしまう」と述べている。現在では、遭遇ではなく自宅近くで待ち伏せされ、「若い女性」という対象に基づき実行された拉致である可能性が高いと考えられている
また1978年に発生したレバノン人女性拉致事件では、スタッフと共にレバノンに赴き、被害者との接触に成功する。当時地元の商社に勤務していた被害者は最初は北朝鮮関係者が来たと思ったらしく、不安を隠さなかったという。名刺を渡されて、相手が日本のメディアとわかっても受け取る手が震えていたと高世は記憶している。彼女は「その件について取材に来たのはあなた方が初めてです」と話している。事件以来20年以上たってもその傷が癒えていない女性たちとの取材は困難を極め、芋づる式に次々と証言を得られるという狙いは外れた。しかし被害者のうち1人が現在も北朝鮮に在住しているという情報を掴む。
この被害者がアメリカ兵と結婚し平壌で生活している情報を掴んだ高世らは、韓国に駐在しているアメリカ兵の可能性が高いと考え、越国したアメリカ兵についての情報を捜した。その結果、1960年から1965年にかけて4人のアメリカ兵が北朝鮮に逃亡したリストを入手した。この4人の中には、後に拉致被害者である曽我ひとみと結婚するチャールズ・ジェンキンスも含まれていた。レバノンから拉致された女性の1人が、韓国から逃亡したアメリカ兵と結婚し、今も北朝鮮で暮らしているという、この取材の結果は高世とスタッフの懸命な調査で初めて明らかになった。高世自身も著書のあとがきにて「他の（メディアの）追随を許さなかった」と評している。

## 著書
- 「スーパーKを追え」（1997年、旬報社）
- 「娘をかえせ息子をかえせ 北朝鮮拉致事件の真相」（1999年、旬報社）
- 「拉致―北朝鮮の国家犯罪」（2002年、講談社文庫）
- 「北朝鮮「対日潜入工作」」（共著、2003年、宝島社文庫）
- 「金正日「闇ドル帝国」の壊死」（2006年、光文社）
- 「DVDBOOK チェルノブイリの今 フクシマへの教訓」（2011年、旬報社）
- 「神社は警告する─古代から伝わる津波のメッセージ」（共著、2012年、講談社）
- 「イスラム国とは何か」（常岡浩介共著、2015年、旬報社）